# 栗原文音
栗原文音（日语：／ Kurihara Ayane，1989年9月27日—），日本女子羽毛球运动员，前日本國家羽毛球隊（A隊）成員。福岡縣北九州市出生，畢業於中央中學校和九州国際大学附屬中学校及高等学校，2008年4月起加入日本Unisys株式會社，並為旗下羽毛球部的成員。2019年底退役。

## 簡歷

### 2009年-2014年 首奪國際賽冠軍
2009年8月，栗原文音与平山優出战碧特博格羽毛球大獎賽，在女双準决赛以0比2（14-21、12-21）不敌赛会3号种子、丹麦的莱恩·丹穆凯尔·克鲁斯/米尔·舍特-克里斯滕森。
2010年6月，栗原文音出战俄羅斯羽毛球大獎賽，在女单决赛以2比0（21-19、21-19）击败了赛会头号种子、东道主的艾拉·迪尔，夺得其首个国际赛单打冠军；此外，还与打田志津的女双準决赛以1比2（21-18、8-21、9-21）不敌赛会头号种子、东道主的瓦莱里亚·索罗金娜/尼娜·维斯洛娃。同年11月，她出战馬來西亞羽毛球國際挑戰賽，在女单决赛以2比1（21-15、18-21、21-10）击败了赛会5号种子、同胞的野尻野匡世，赢得第二个国际赛单打冠军；此外，还与打田志津的女双準决赛以0比2（17-21、18-21）不敌赛会3号种子、印尼强档的盖比·里斯蒂亚妮·伊马万/蒂亚拉·罗萨莉娅·努莱达赫。
2011年3月，栗原文音出战德國羽毛球黃金大獎賽，在女单决赛以1比2（13-21、21-15、9-21）不敌赛会5号种子、中国的刘鑫，赢得亚军。
2014年3月，栗原文音與Unisys的隊友篠谷菜留出戰波蘭羽毛球公開賽，並從資格賽開始一路打進女雙決賽，以1比2（21-15、17-21、20-22）僅負於俄羅斯組合屈居亞軍。同年4月，她与篠谷菜留出战大阪羽毛球國際挑戰賽，在女双準决赛以1比2（19-21、21-14、20-22）不敌赛会6号种子、队友的松尾靜香/內藤真實。同期4月，她与篠谷菜留出战中國羽毛球大師賽，在女双準決賽以0比2（13-21、11-21）不敌赛会头号种子、东道主的骆赢/骆羽。同年7月，她与篠谷菜留出战俄羅斯羽毛球大獎賽，在女双準决赛以0比2（16-21、16-21）不敌队友的三木佑里子/米元小春。同年11月，她与篠谷菜留出战馬來西亞羽毛球國際挑戰賽，在女双决赛以2比0（21-14、21-17）击败了赛会2号种子、印尼强档的马雷塔·德亚·乔瓦尼/罗西尔塔·伊卡·普特里·萨里，夺得其首个国际赛双打冠军。

### 2015年-2016年 里约奥运八强
2015年3月，栗原文音与篠谷菜留出战葡萄牙羽毛球國際賽，在女双决赛以2比0（21-13、21-16）击败了德国强档的卡罗拉·鲍特/珍妮弗·卡诺特，赢得冠军。同期3月，她与篠谷菜留出战瑞士羽毛球黃金大獎賽，在女双决赛以1比2（6-21、21-17、17-21）不敌赛会5号种子、中国的包宜鑫/唐渊渟，赢得亚军。同年4月，她分别与篠谷菜留以及垰畑亮太出战大阪羽毛球國際挑戰賽，在女双準决赛选择退赛；而在混双準决赛以0比2（12-21、15-21）不敌赛会5号种子、韩国强档的金德永/嚴惠媛。同年6月，她与篠谷菜留出战美國羽毛球黃金大獎賽，在女双决赛以0比2（14-21、10-21）不敌赛会5号种子、中国的于洋/钟倩欣，赢得亚军。
2016年1月，栗原文音与數野健太出战印度羽毛球黃金大獎賽，在混双準决赛以1比2（21-19、7-21、17-21）不敌泰国新老组合的德差蓬·保乌拉努科/沙西丽·德拉达那猜。同年8月，她代表日本出戰巴西里約熱內盧舉行的奥林匹克运动会羽毛球比賽混合双打項目，與数野健太以14號種子身分出戰。在小組賽階段先後擊敗荷兰的雅高·阿伦斯/塞莱娜·皮克和美国的周菲利浦/杰米·苏班迪，但在小组赛中曾先输给了韩國的高成炫/金荷娜，最终还是以赛14號種子和小组次名晉級八强。半準決賽，栗原文音和數野健太面对中國的张楠/赵芸蕾，以0比2（14-21、12-21）不敌对手。

### 2017年-2018年 秋田大師賽夺冠
2017年8月，栗原文音參加苏格兰格拉斯哥舉行的世界羽毛球錦標賽，和数野健太以11號種子身分出戰混合双打項目。他們在首圈輪空，並於次圈以2比0（21-13、21-5）轻取瑞典的尼科·鲁波宁 /阿曼达·赫格斯特伦。但在第三輪即以0比2（15-21、16-21）不敌英格兰夫妻档的克里斯·爱德考克/加布里·爱德考克，16强止步。
2018年7月，栗原文音改为与權藤公平出战秋田羽毛球大師賽，在混双决赛以2比1（21-9、21-23、21-17）击败了印尼强档的阿尔弗兰·埃科·普拉塞特亚/安延利卡·維拉達瑪，夺得其首个超級100賽双打冠军。同年8月，她与權藤公平出战越南羽毛球公開賽，在混双準决赛以1比2（21-19、16-21、18-21）不敌印尼强档的阿尔弗兰·埃科·普拉塞特亚/马尔什埃拉·吉斯卡·伊斯拉米。同期8月，她与權藤公平出战西班牙羽毛球大師賽，在混双準决赛以0比2（17-21、16-21）不敌赛会头号种子、英格兰强档的马库斯·埃利斯/劳伦·史密斯。同年9月，她與權藤公平出戰南澳洲羽毛球國際賽，在混双决赛以0比2（20-22、18-21）不敌新加坡强档的许永凯/普特里·萨里·戴维·西特拉，赢得亚军。同年10月，她與篠谷菜留出戰中華台北羽毛球公開賽，在女双决赛以0比2（10-21、17-21）不敌赛会4号种子、队友的松山奈未/志田千陽，赢得亚军。同期10月，她與權藤公平出戰印尼羽毛球國際挑戰賽，在混双决赛以2比0（21-17、23-21）击败了赛会6号种子、印尼强档的阿德南·毛拉纳/谢拉·德维·奥莉亚，赢得國際挑戰賽混双冠军。同年12月，她與權藤公平出戰美國羽毛球國際挑戰賽，在混双决赛以2比0（21-7、21-16）击败了泰国强档的Natchanon Tulamok/纳查·盛触，赢得國際挑戰賽混双冠军。

### 2019年退役
栗原文音在2019年底宣布退役，並預計隔年4月在日本Unisys擔任普通職員。

## 主要比賽成績
只列出曾進入準決賽的國際賽事成績：
| 年份   | 賽事                     | 公開賽級別 | 項目     | 拍檔     | 成績   |
| ------ | ------------------------ | ---------- | -------- | -------- | ------ |
| 2009年 | 碧特博格羽毛球大獎賽     | 大獎賽     | 女子雙打 | 平山優   | 準決賽 |
| 2010年 | 俄羅斯羽毛球大獎賽       | 大獎賽     | 女子單打 | －       | 冠軍   |
| 2010年 | 俄羅斯羽毛球大獎賽       | 大獎賽     | 女子雙打 | 打田志津 | 準決賽 |
| 2010年 | 馬來西亞羽毛球國際挑戰賽 | 國際挑戰賽 | 女子單打 | －       | 冠軍   |
| 2010年 | 馬來西亞羽毛球國際挑戰賽 | 國際挑戰賽 | 女子雙打 | 打田志津 | 準決賽 |
| 2011年 | 德國羽毛球黃金大獎賽     | 黃金大獎賽 | 女子單打 | －       | 亞軍   |
| 2014年 | 波蘭羽毛球公開賽         | 國際挑戰賽 | 女子雙打 | 篠谷菜留 | 亞軍   |
| 2014年 | 大阪羽毛球國際挑戰賽     | 國際挑戰賽 | 女子雙打 | 篠谷菜留 | 準決賽 |
| 2014年 | 中國羽毛球大師賽         | 黃金大獎賽 | 女子雙打 | 篠谷菜留 | 準決賽 |
| 2014年 | 俄羅斯羽毛球大獎賽       | 大獎賽     | 女子雙打 | 篠谷菜留 | 準決賽 |
| 2014年 | 馬來西亞羽毛球國際挑戰賽 | 國際挑戰賽 | 女子雙打 | 篠谷菜留 | 冠軍   |
| 2015年 | 中國羽毛球國際挑戰賽     | 國際挑戰賽 | 女子雙打 | 篠谷菜留 | 亞軍   |
| 2015年 | 葡萄牙羽毛球國際賽       | 國際系列賽 | 女子雙打 | 篠谷菜留 | 冠軍   |
| 2015年 | 瑞士羽毛球黃金大獎賽     | 黃金大獎賽 | 女子雙打 | 篠谷菜留 | 亞軍   |
| 2015年 | 大阪羽毛球國際挑戰賽     | 國際挑戰賽 | 女子雙打 | 篠谷菜留 | 準決賽 |
| 2015年 | 大阪羽毛球國際挑戰賽     | 國際挑戰賽 | 混合雙打 | 垰畑亮太 | 準決賽 |
| 2015年 | 蘇迪曼盃                 | 其他       | 混合團體 | －       | 亞軍   |
| 2015年 | 美國羽毛球黃金大獎賽     | 黃金大獎賽 | 女子雙打 | 篠谷菜留 | 亞軍   |
| 2016年 | 印度羽毛球黃金大獎賽     | 黃金大獎賽 | 混合雙打 | 數野健太 | 準決賽 |
| 2017年 | 亞洲羽毛球混合團體錦標賽 | 其他       | 混合團體 | －       | 冠軍   |
| 2017年 | 蘇迪曼盃                 | 其他       | 混合團體 | －       | 季軍   |
| 2018年 | 秋田羽毛球大師賽         | 超級100賽  | 混合雙打 | 權藤公平 | 冠軍   |
| 2018年 | 越南羽毛球公開賽         | 超級100賽  | 混合雙打 | 權藤公平 | 準決賽 |
| 2018年 | 西班牙羽毛球大師賽       | 超級300賽  | 混合雙打 | 權藤公平 | 準決賽 |
| 2018年 | 南澳洲羽毛球國際賽       | 國際挑戰賽 | 混合雙打 | 權藤公平 | 亞軍   |
| 2018年 | 中華台北羽毛球公開賽     | 超級300賽  | 女子雙打 | 篠谷菜留 | 亞軍   |
| 2018年 | 印尼羽毛球國際挑戰賽     | 國際挑戰賽 | 混合雙打 | 權藤公平 | 冠軍   |
| 2018年 | 美國羽毛球國際挑戰賽     | 國際挑戰賽 | 混合雙打 | 權藤公平 | 冠軍   |
| 2019年 | 亞洲羽毛球混合團體錦標賽 | 其他       | 混合團體 | －       | 亞軍   |

| 2007-2017年 | 首要超級賽 | 超級賽 | 黃金大獎賽 | 大獎賽 | 國際挑戰賽 | 國際系列賽 | 未來系列賽 | 其他 |

| 2018-2026年 | 總決賽 | 超級1000賽 | 超級750賽 | 超級500賽 | 超級300賽 | 超級100賽 | 國際挑戰賽 | 國際系列賽 | 未來系列賽 | 其他 |

### 奧運會和世錦賽參賽紀錄
|          | 搭檔     | 2016 | 2017 | 2018 | 2019 |
| -------- | -------- | ---- | ---- | ---- | ---- |
| 混合雙打 | 數野健太 | 8強  | 16強 | －   | －   |
| 混合雙打 | 權藤公平 | －   | －   | －   | 48強 |

## 主要對賽紀錄
栗原文音與主要對手的對賽成績如下（只列出對賽三次或以上對手，截至2018年7月19日）：
混雙 - 數野健太
| 對手                                 | 對賽次數 | 對賽結果 | 對賽結果 | 總計 |
| 對手                                 | 對賽次數 | 勝       | 負       | 總計 |
| ------------------------------------ | -------- | -------- | -------- | ---- |
| 高成炫 金荷娜                        | 6        | 1        | 5        | -4   |
| 金基正 申昇瓚                        | 5        | 2        | 3        | -1   |
| 陳炳順 吳柳螢                        | 5        | 1        | 4        | -3   |
| 马文·埃米尔·塞德尔 琳达·埃弗勒       | 4        | 4        | 0        | +4   |
| 陈健铭 賴沛君                        | 3        | 1        | 2        | -1   |
| 克里斯·爱德考克 加布里·爱德考克      | 3        | 0        | 3        | -3   |
| 张楠 赵芸蕾                          | 3        | 0        | 3        | -3   |
| 约金·费舍尔·尼尔森 克里斯汀娜·彼德森 | 3        | 0        | 3        | -3   |